# Synagoga Lewantyńska
Synagoga Lewantyńska – jedna z dwóch, obok Synagogi Hiszpańskiej, synagog sefardyjskich w Wenecji, zbudowana pierwotnie w 1538 roku, przebudowana w XVII wieku w stylu barokowym przez Baldassare Longhenę i jego uczniów. Wewnątrz wyróżniają się: bima, dzieło Andrei Brustolona oraz aron ha-kodesz.

## Historia
Synagogi weneckie zostały niegdyś nazywane terminem scuole, prawdopodobnie przez analogię do bractw (konfraterni) religijnych, które tak właśnie nazywano w Wenecji.
Synagogi Hiszpańska i Lewantyńska zostały zbudowane na terenie Starego Getta (Ghetto Vecchio) dla dwóch różnych grup sefardyjskich, które pojawiły się w Wenecji po społeczności aszkenazyjskiej i włoskiej. Społeczność sefardyjska, skupiona wokół Synagogi Lewantyńskiej, przybyła w latach 1538–1561 z Lewantu, ze wschodniego wybrzeża Morza Śródziemnego). Nowo przybysze byli przede wszystkim bogatymi kupcami, handlującymi przyprawami i tekstyliami, szczególnie cenionymi w Republice Weneckiej; ich wyższy status społeczny, jeszcze bardziej niż różnica w obrzędach religijnych, znalazł swe odzwierciedlenie w dwóch miejscach kultu różniących się architektonicznie od tych, które wzniesiono na terenie Nowego Getta (Ghetto Nuovo). Obie synagogi sefardyjskie są monumentalnymi budynkami mogącymi pomieścić w swoich wystawnych wnętrzach co najmniej sto osób.
Synagoga Lewantyńska w latach 60. XVII wieku znajdowała się w złym stanie technicznym i groziła zawaleniem. Zdecydowano więc o jej rozebraniu do fundamentów i zbudowaniu nowego, większego obiektu. Prace budowlane rozpoczęły się w 1683 roku, a dobiegły końca w 1712 roku. Synagoga Lewantyńska była pierwszą synagogą w Wenecji zbudowaną specjalnie dla potrzeb kultu. Podobnie jak w Synagodze Hiszpańskiej odbywają się w niej regularnie nabożeństwa.
Podczas akcji konserwatorskiej Save Venice Inc., która rozpoczęła się w latach 70. XX w., zrealizowano szereg działań, w tym: wzmocnienie konstrukcji budynku, położenie nowych tynków na zewnątrz, remont dachu, instalacja systemu grzewczego, renowacja drewnianych rzeźb, wymiana paneli z adamaszku w holu głównym i renowacja Scuoli Luzzatto.

## Architektura
Synagoga Lewantyńska jest prawdopodobnie jedyną z weneckich synagog, która zachowała prawie wszystkie swoje oryginalne cechy. Ma dwie fasady, jedną wychodzącą na Campiello i drugą, wychodzącą na boczną alejkę. Jedność dekoracyjna obu fasad została osiągnięta dzięki poziomym rzędom płyt z marmuru istryjskiego oraz pionowym kolumnom okien – prostokątnych na parterze, zaokrąglonych na I piętrze, w sali modlitw i owalnych na II piętrze. Centralnie umieszczone drzwi, zostały zwieńczone łukiem i obramione nadprożem. Wielokątny wykusz, zbudowany w bocznej fasadzie, jest rozwiązaniem typowym dla architektury weneckiej), określanym w dialekcie terminem „diagò” lub „liagò”. Podobny do niego wykusz istnieje również w Synagodze Hiszpańskiej. W wykuszu, przeprutym trzema oknami, znajduje się bima. Na fasadzie synagogi widnieje marmurowa tablica, upamiętniająca weneckich Żydów, którzy zginęli podczas I wojny światowej.

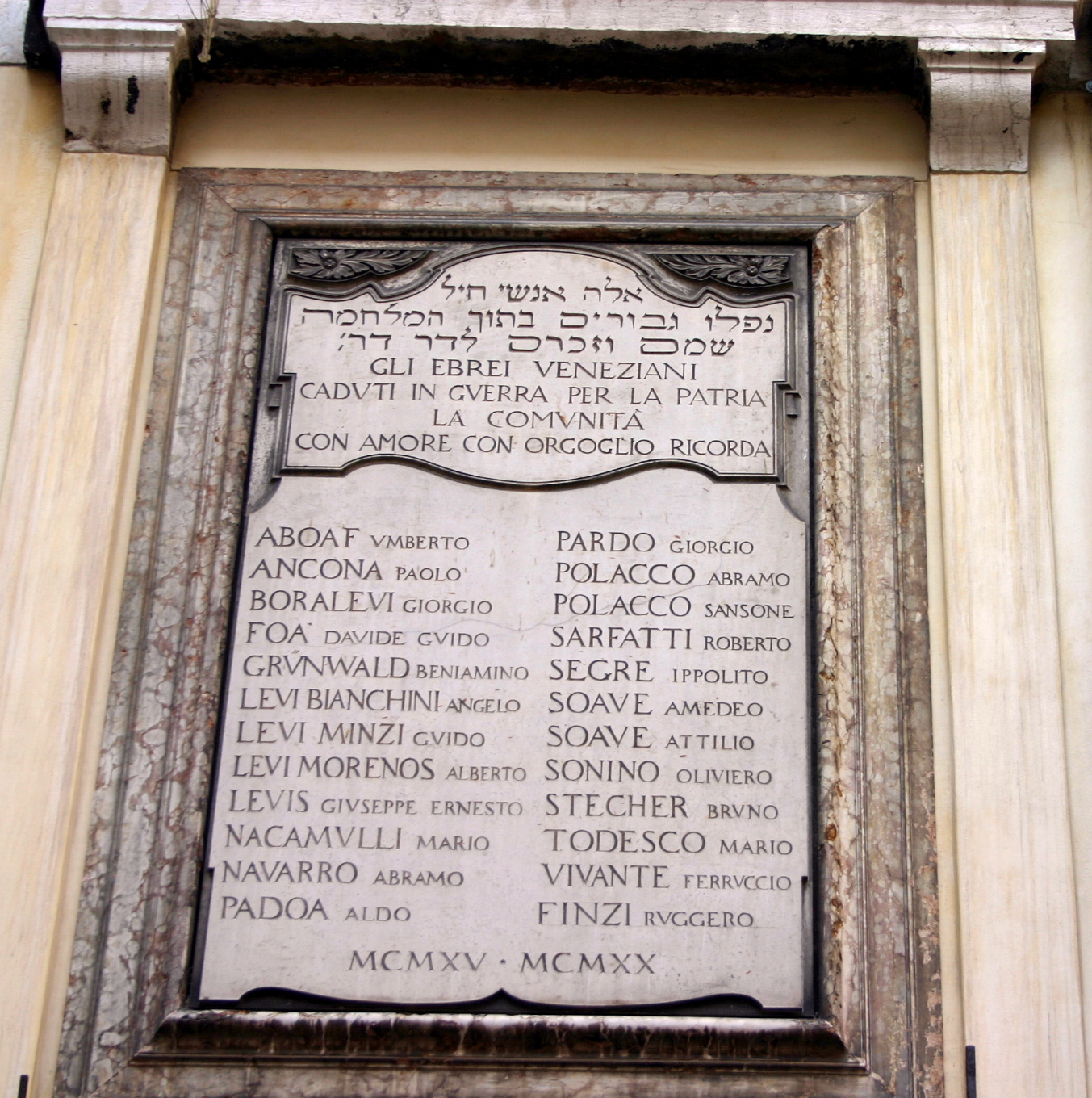
Tablica upamiętniająca Żydów poległych w czasie I wojny światowej
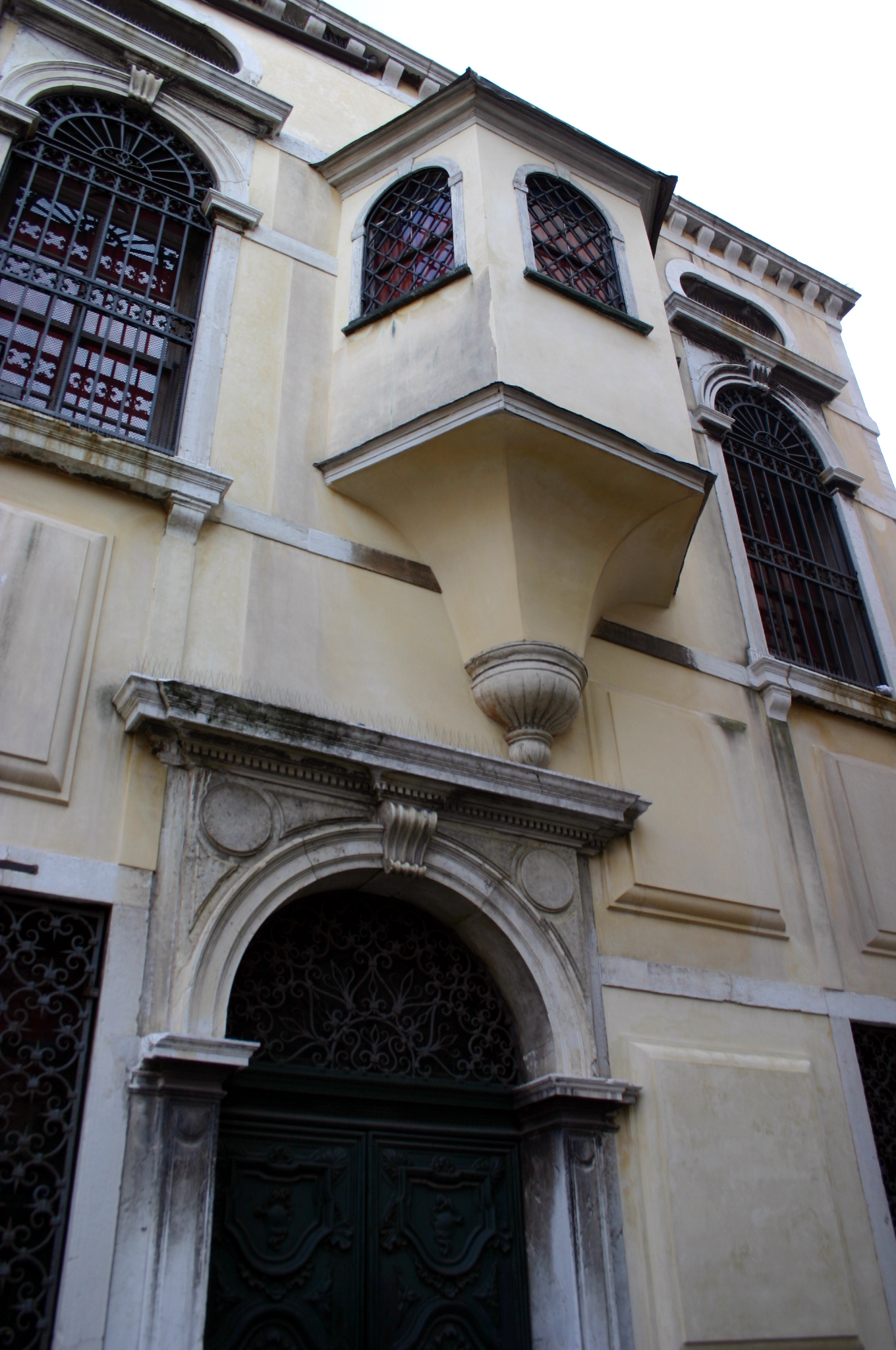
Wykusz z bimą
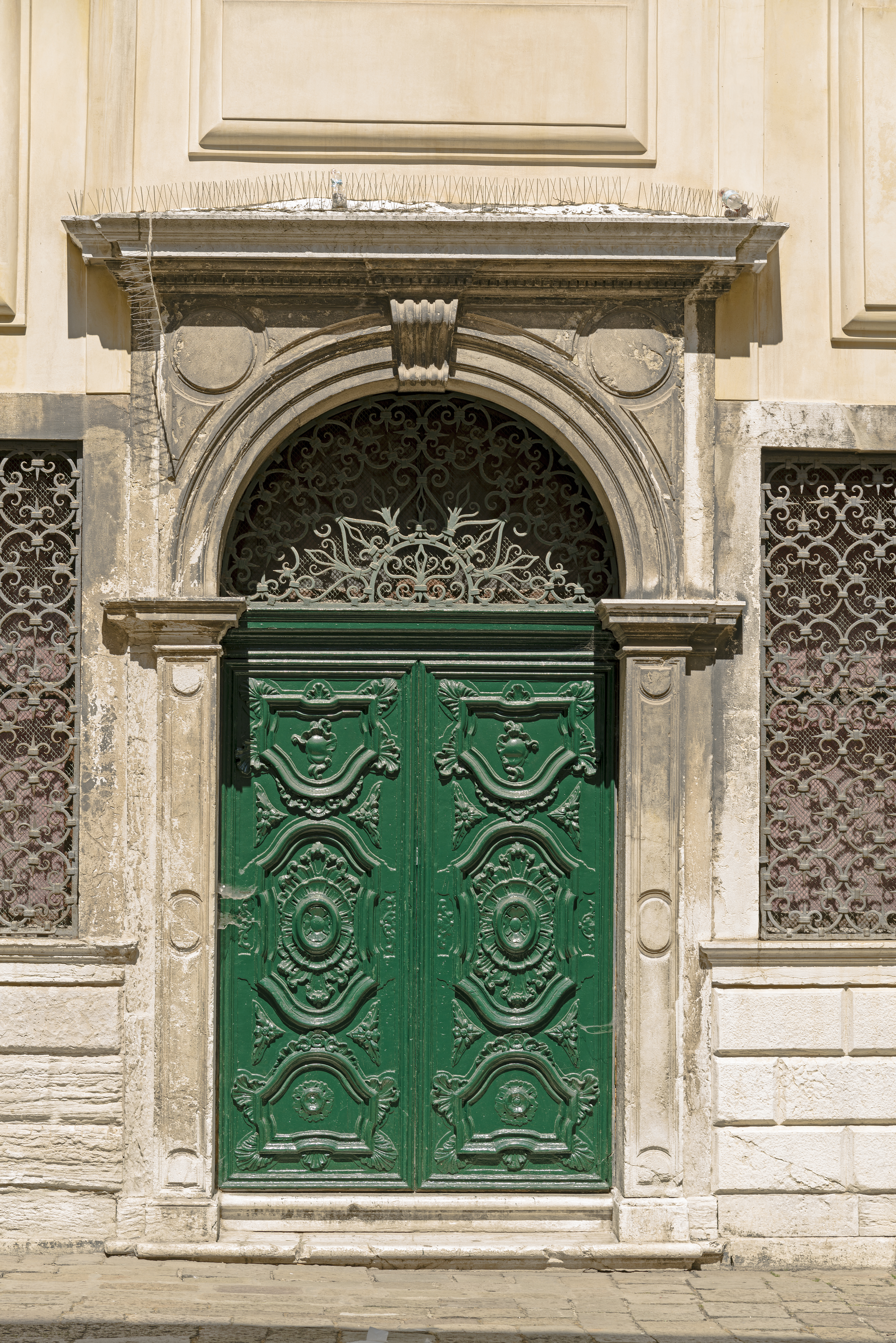
Drzwi wejściowe do synagogi

## Wnętrze
Wnętrze ma ponad 4 m wysokości i kształt prostokąta. Prostokątny jest również hol wejściowy do sali modlitw. Po jego prawej stronie znajduje się niewielki pokój do nauki i modlitwy, tzw. Midrasz Luzzatto (lub Jeshiva Luzzato), należący do rodziny Luzzato i przeniesiony do tutejszej synagogi w 1836 roku z dawnej Scuoli Luzzato. Po lewej stronie holu znajdują się schody, prowadzące do sali głównej i do galerii dla kobiet, rozciągającej się wysoko, wzdłuż holu wejściowego. Galeria była niegdyś zamknięta kratami. Sufit pokrywają rzeźby w drewnie i złocenia. Zostały one prawdopodobnie wykonane przez Andreę Brustolona, który pracował w synagodze pod koniec XVII wieku. W krótszych bokach sali znajdują się aron ha-kodesz oraz usytuowana naprzeciw niego bima. Takie ich rozmieszczenie wynika z tradycji sefardyjskiej. Bima, będąca dziełem Andrei Brustolona, stoi na wysokim podeście. Zdobią ją drobne motywy kwiatowe. Dwie spiralnie skręcone kolumny, przypominające te ze Świątyni Salomona, podtrzymują ciężki daszek akustyczny. Na mównicę prowadzą z obu stron półkoliste schody.
Znajdujący się po przeciwnej stronie aron ha-kodesz kontrastuje poprzez swą ogólną prostotę z wystawną bimą. Jest zamknięty mosiężną bramą, będącą darem rabina Menachema, syna Majona Vivante z roku 5546 (1786). Na drzwiach aronu widnieje Dziesięć Przykazań i data 5542 (1782). Ściany i posadzkę synagogi pokrywają cenne marmury. Wystroju wnętrza dopełniają holenderskie żyrandole, mosiężne świeczniki oraz kunsztowne, srebrne lampy wiszące wokół aron ha-kodesz.

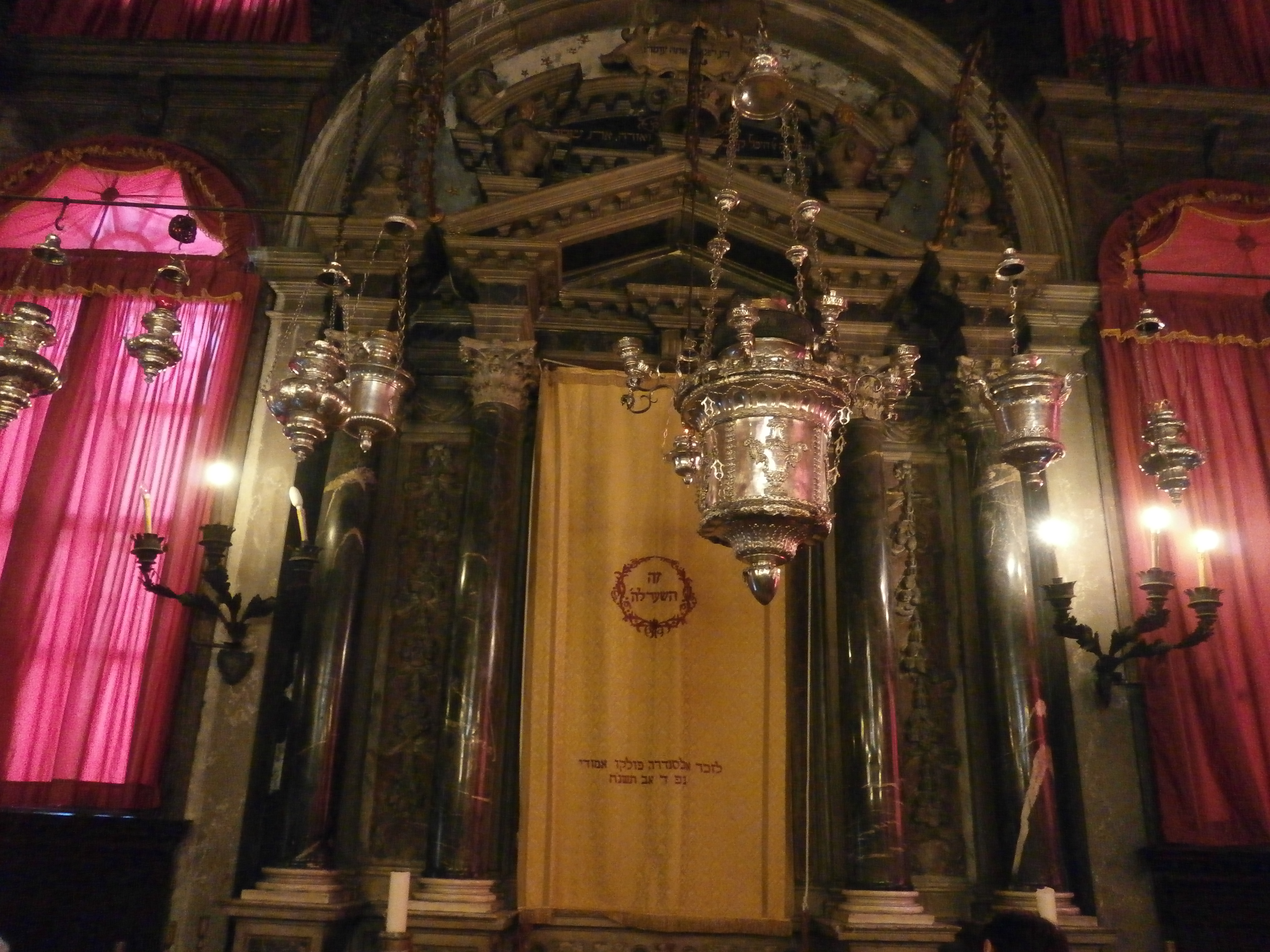
Wejście do sali modlitw
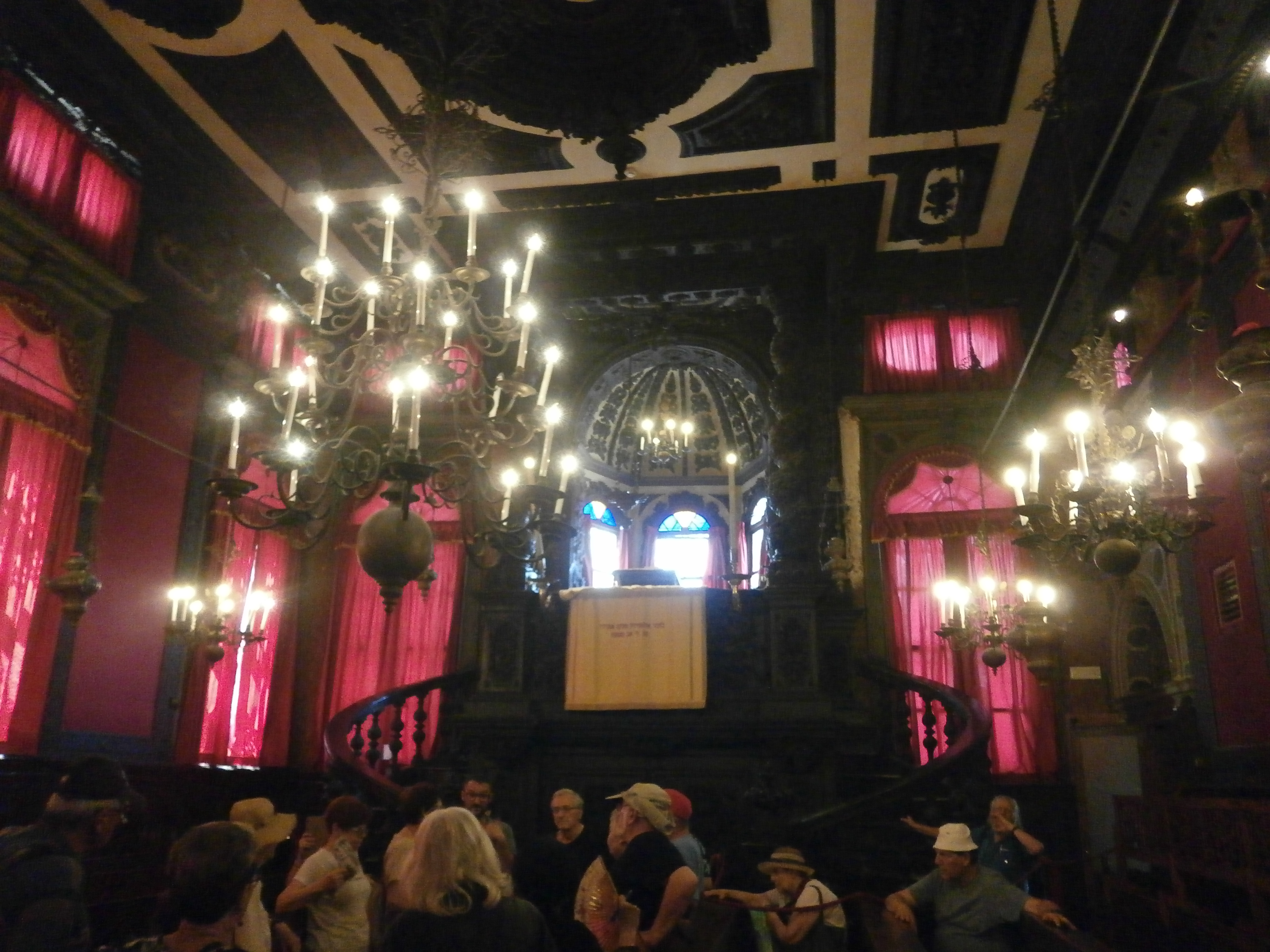
Bima
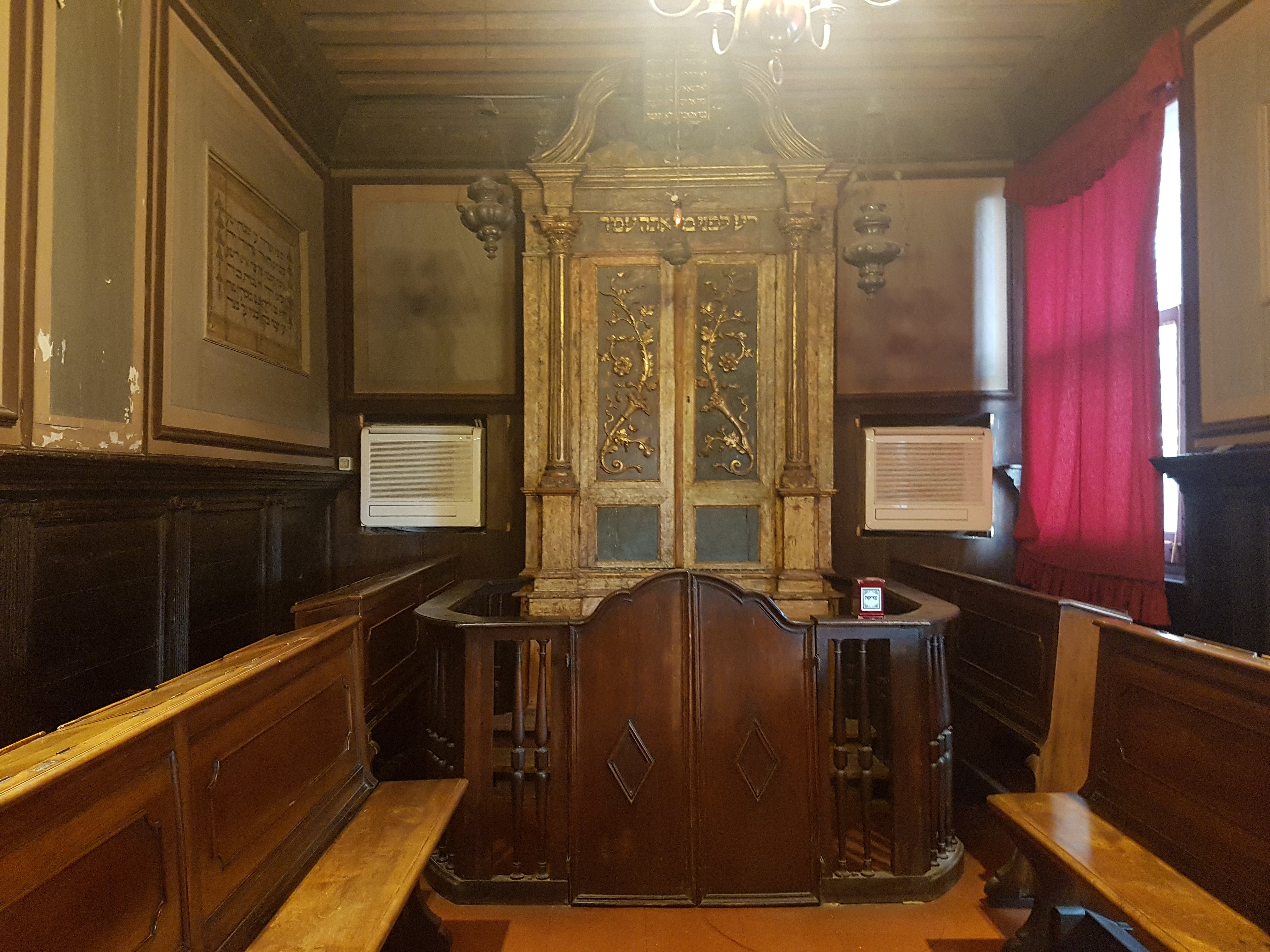
Aron ha-kodesz